# Analyst Relations
Der Begriff Analyst Relations bzw. Analystenpflege bezeichnet einen von mehreren Bausteinen der Unternehmenskommunikation, die darauf ausgerichtet ist, die Beziehungen zwischen Unternehmen und externen Technologieanalysten zu gestalten.

## Gegenstand und Abgrenzung
Die Analytikerpflege hat zwei Bestandteile:
- Ein Berufsfeld, das sich in großen Technologieunternehmen etabliert. Ein AR-Team oder eine AR-Abteilung ermöglicht, eine zielgerichtete Kommunikation zu relevanten Technologieanalysten zu pflegen. Es geht nicht um die Kommunikation mit Finanzanalytikern, die sich mit finanziellen Aspekten von Unternehmen beschäftigen. Es werden ausschließlich Technologieanalytiker angesprochen, die z. B. konkurrierende oder neue Technologien qualitativ vergleichen und bewerten, Technologie-Anwender und -Anbieter beraten und in Marktstudien ein Bild der Technologiemärkte zeichnen.
- Eine Dienstleistung, die spezialisierte Agenturen und Beratungsunternehmen für Technologieunternehmen zum gleichen Zweck anbieten.

Durch den Fokus auf unterschiedliche Zielgruppen unterscheidet sich Analyst Relations (Technologieanalysten) von Public Relations (Presse, Öffentlichkeit) und Investor Relations (Aktionäre, Finanzanalytiker).

## Typische Märkte
Analyst Relations wird besonders von Unternehmen in den Märkten für Software, Hardware, IT-Services, Telekommunikation und Gesundheitspflege betrieben. Die Meinung von IT-Marktanalytikern kann einen Einfluss darauf haben, wie Kunden, die Presse und Interessenten Technologieunternehmen und ihre Lösungen wahrnehmen. Damit beeinflussen sie Kaufentscheidungen.

## Inhalt von Analyst Relations
Ein Analyst-Relations-Programm orientiert sich bei der Analytikeransprache daran, das Absatzpotenzial eines Unternehmens zu erhöhen.
- Identifikation und zielgerichtete Kommunikation mit den „richtigen“ IT-Analytikern (auch Analytiker haben Spezialisierungen und werden unterschiedlich wahrgenommen).
- Ausrichtung der Kommunikation mit IT-Analytikern an den Anforderungen des Unternehmens
- Planung und Umsetzung der AR-Prozesse
- Abstimmung der Materialien und Kernbotschaften des Unternehmens auf die Schlüsselanalytiker
- Erfolgsmessung des AR-Programms an wirtschaftlich nachvollziehbaren Kriterien

## Zweck von Analyst Relations
Der Einfluss von Industrieanalysten auf Kaufentscheidungen steigt durch die steigende Komplexität neuer Technologien und die zunehmende Zahl von Lösungen und Dienstleistungen im IT- und TK-Markt. Technologie-Käufer orientieren sich bei ihrer Meinungsbildung an den Studien und Aussagen von Industrieanalytikern. Darüber hinaus werden Marktstudien auch von Investoren und potentiellen Partnern herangezogen, um ein objektives Bild von einem Anbieter bzw. dessen Produkten/Lösungen zu erlangen.
Die Medien sind eine weitere wichtige Instanz, die einen regulären Kontakt zu Industrieanalytikern pflegt. Bevor Journalisten einen technologiebezogenen Artikel veröffentlichen, informieren sie sich häufig über Aspekte wie Produkte und Lösungen sowie deren Merkmale als auch über Strategien und Marktanteile von Herstellern der IT- und TK-Branche, indem sie einen oder mehrere Industrieanalytiker befragen. Das Ziel der Anbieter von Software, Hardware und IT-Dienstleistungen ist es, Industrieanalysten über ihre Angebote, Strategien und Kunden sowie die Positionierung innerhalb eines spezifischen Marktes so gut wie möglich zu informieren.
Analyst Relations entwickelt sich zunehmend zu einer eigenständigen Unternehmensdisziplin und eine steigende Anzahl von Dienstleistungsunternehmen aus der Kommunikationsbranche hat sich inzwischen auf den Bereich Analyst Relations spezialisiert.

## Hintergrund
Seit den 1980er Jahren wird in den USA Analyst Relations von den dortigen Technologieanbietern aktiv betrieben. Anlass war einerseits, dass schon damals wichtige Analytikerhäuser wie Gartner und International Data Corporation (IDC) in den USA etabliert waren. Auf der anderen Seite war auch die Dichte der Technologie-Firmen zu diesem Zeitpunkt bereits sehr hoch. Die Aufmerksamkeit eines Analytikers war und ist ein knappes Gut und musste erarbeitet werden.
Mit der Gründung von spezialisierten Dienstleistern und der Veröffentlichung der ersten methodischen Ansätze für Analyst Relations vor einigen Jahren wurde diese Dienstleistung verstärkt in Europa wahrgenommen. Die Branche der europäischen Analyst-Relations-Manager beginnt gerade sich zu etablieren (Institute of Industry Analyst Relations).

## Verbände und Arbeitskreise für Analyst Relations
- Institute of Industry Analyst Relations (IIAR), Vereinigtes Königreich